# روفوس سميث
روفوس سميث هو سياسي كندي، ولد في 19 نوفمبر 1766، وتوفي في 15 نوفمبر 1844.